# Noriyasu Agematsu
Noriyasu Agematsu (上松 範康 Agematsu Noriyasu) (Hotaka; Prefettura di Nagano, 1º marzo 1978) è un compositore e arrangiatore giapponese, membro fondatore del gruppo Elements Garden, nonché loro leader.

## Biografia
Ha composto e arrangiato alcuni brani di Nana Mizuki come "Massive Wonders", "Eternal Blaze" e "Brave Phoenix", presenti nel singolo "Super Generation"; Tears' Night dell'album "Alive & Kicking"; Shin'ai e la musica Unchain∞World, del singolo "Silent Bible".
Ha inoltre scritto e arrangiato la musica per il brano "Heart-shaped chant" del singolo "Secret Ambition" e la traccia "Justice to Believe". Ha composto la musica dei brani "Mugen", "Trickster" e "Discotheque" dal singolo "Trickster".

## Discografia

### Anime
- Blessing of the Campanella (TV)
- Bodacious Space Pirates (TV)
- The Idolmaster Cinderella Girls (TV)
- Ga-Rei -Zero- (TV)
- Girls Bravo (TV)
- Kiddy Girl-and (TV)
- Moeyo Ken (TV)
- Rosario + Vampire (TV) - arrangiamento
- Symphogear  (serie)
- Uta no Prince-sama (serie) - progettista e produttore musicale
- Tensei shitara suraimu datta ken (TV)
- D4DJ (Produttore delle Peaky P-Key)

### Videogiochi
- "Final Fantasy "Brave Exvius"
- serie "Chaos Rings"
- "Little Battlers Expirience"[2]